# Condado de Washtenaw
O Condado de Washtenaw (em inglês:  Washtenaw County) é um dos 83 condados do estado americano do Michigan. A sede e maior cidade do condado é Ann Arbor. Foi fundado em 1826.
O condado possui uma área de 1 871 km², dos quais 43 km² estão cobertos por água, uma população de 344 791 habitantes, e uma densidade populacional de 188,6 hab/km² (segundo o censo nacional de 2010).